# 淡紫蓝鸦
淡紫蓝鸦（学名：Cyanocorax cyanomelas），是鸦科蓝鸦属的一种，分布于巴西、巴拉圭、秘鲁、阿根廷、玻利维亚和乌拉圭。全球活动范围约为1,590,000平方千米。该物种的保护状况被评为无危。
淡紫蓝鸦的平均体重约为207.0克。栖息地包括亚热带或热带的湿润低地林、亚热带或热带的旱林和亚热带或热带严重退化的前森林。